# Don Kichot (serial animowany)
Don Kichot / Don Kichote – zmyślny szlachcic z la Manchy (hiszp. Don Quijote de la Mancha) – hiszpański serial animowany z 1979 roku oparty na motywach powieści Miguela De Cervantesa. W Polsce emitowany w 1993 roku na Polsacie pod nazwą Don Kichot.

## Wersja polska

### Dubbing
Don Kichot (odc. 26–39)
- Wersja polska: Studio Opracowań Filmów w Warszawie
- Reżyseria: Izabela Falewicz
- Dialogi: Krystyna Uniechowska (odc. 26, 28–32, 35, 37–39), Maria Etienne (odc. 27, 33–34, 36)
- Dźwięk: Stanisław Uszyński (odc. 26–27), Alina Hojnacka (odc. 28–39)
- Montaż: Gabriela Turant (odc. 26–27), Jolanta Nowaczewska (odc. 28–29), Danuta Sierant (odc. 30–31, 34–35), Anna Szatkowska (odc. 32–33), Anna Łukasik (odc. 36, 38–39), Halina Ryszowiecka (odc. 37)
- Kierownictwo produkcji: Anna Ziółkowska

Źródło:

### VHS
Wersja wydana na VHS z hiszpańskim dubbingiem i polskim lektorem. Kilka odcinków zostało wydanych też na VHS w serii: Bajkowy Kogel-Mogel.

## Lista odcinków
| #  | Hiszpański tytuł                              | Polski tytuł          |
| -- | --------------------------------------------- | --------------------- |
|    |                                               |                       |
| 01 | En un lugar de la Mancha                      | Gdzieś w La Manchy    |
|    |                                               |                       |
| 02 | Don Quijote es armado caballero               | Don Kichote rycerzem  |
|    |                                               |                       |
| 03 | Arden los libros de caballerías               |                       |
|    |                                               |                       |
| 04 | La aventura de los molinos                    | Przygoda z wiatrakami |
|    |                                               |                       |
| 05 | La batalla con el gallardo vizcaíno           |                       |
|    |                                               |                       |
| 06 | La aventura con los yangüeses                 |                       |
|    |                                               |                       |
| 07 | El manteo de Sancho                           |                       |
|    |                                               |                       |
| 08 | El combate con los rebaños                    |                       |
|    |                                               |                       |
| 09 | El yelmo de Mambrino                          |                       |
|    |                                               |                       |
| 10 | La aventura de Sierra Morena                  |                       |
|    |                                               |                       |
| 11 | Dulcinea del Toboso                           |                       |
|    |                                               |                       |
| 12 | La descomunal batalla con unos cueros de vino |                       |
|    |                                               |                       |
| 13 | Nuevas aventuras en la venta                  |                       |
|    |                                               |                       |
| 14 | La historia del cautivo                       |                       |
|    |                                               |                       |
| 15 | Los cuadrilleros de la Santa Hermandad        |                       |
|    |                                               |                       |
| 16 | El encantamiento de Don Quijote               |                       |
|    |                                               |                       |
| 17 | La procesión de los encapuchados              |                       |
|    |                                               |                       |
| 18 | Don Quijote regresa a su aldea                |                       |
|    |                                               |                       |
| 19 | Descansando hasta nuevas aventuras            |                       |
|    |                                               |                       |
| 20 | El bachiller Sansón Carrasco                  |                       |
|    |                                               |                       |
| 21 | El encantamiento de Dulcinea                  |                       |
|    |                                               |                       |
| 22 | El Caballero de los Espejos                   |                       |
|    |                                               |                       |
| 23 | El Caballero del Verde Gabán                  |                       |
|    |                                               |                       |
| 24 | Las bodas de Camacho                          |                       |
|    |                                               |                       |
| 25 | La Cueva de Montesinos                        |                       |
|    |                                               |                       |
| 26 | El retablo de Maese Pedro                     |                       |
|    |                                               |                       |
| 27 | El barco encantado                            |                       |
|    |                                               |                       |
| 28 | En el castillo de los duques                  |                       |
|    |                                               |                       |
| 29 | Hay que desencantar a Dulcinea                |                       |
|    |                                               |                       |
| 30 | Clavileño                                     |                       |
|    |                                               |                       |
| 31 | El gobernador Sancho Panza                    |                       |
|    |                                               |                       |
| 32 | La ínsula Barataria                           |                       |
|    |                                               |                       |
| 33 | Adiós a Barataria                             |                       |
|    |                                               |                       |
| 34 | El rescate de Sancho Panza                    |                       |
|    |                                               |                       |
| 35 | Camino de Barcelona                           |                       |
|    |                                               |                       |
| 36 | Aventura en las galeras                       |                       |
|    |                                               |                       |
| 37 | El Caballero de la Blanca Luna                |                       |
|    |                                               |                       |
| 38 | Los azotes de Sancho                          |                       |
|    |                                               |                       |
| 39 | Don Quijote cabalga hacia las estrellas       |                       |
|    |                                               |                       |